# Transvasament del Roine
El transvasament del Roine és un potencial transvasament que duria aigua del riu Roine (França) a les conques internes de Catalunya. Plantejat inicialment el 1995, quan el president de Catalunya, Jordi Pujol, en feu la proposta a Felipe González i José María Aznar, ha estat debatut una vegada i una altra, sobretot en períodes de sequera.
La infraestructura portaria a Catalunya uns 160 hectòmetres cúbics d'aigua a l'any, volum que el 2008 equivalia a un 0,3% del cabal total del Roine, i aniria des del canal Philippe Lamour, prop de Montpeller, fins a la depuradora del riu Ter a Cardedeu.
Tot i que seria una solució definitiva per al dèficit hídric de les províncies de Girona i Barcelona, ha topat amb l'oposició reiterada de l'Estat espanyol, que el descarta en favor d'una solució «estatal», i de determinats col·lectius ecologistes, per la presència de centrals nuclears a la conca del Roine. Tanmateix, l'aigua del Roine és fins i tot menys radioactiva que la del Llobregat i, en cas d'accident, simplement es tancaria la presa d'aigua del transvasament.
Per altra banda, tot i que l'aigua del transvasament costaria més que l'aigua captada als embassaments, costaria menys que l'ús massiu de dessalinitzadores, l'altra gran mesura proposada per combatre la sequera.